# Первомайская улица (Ломоносов)

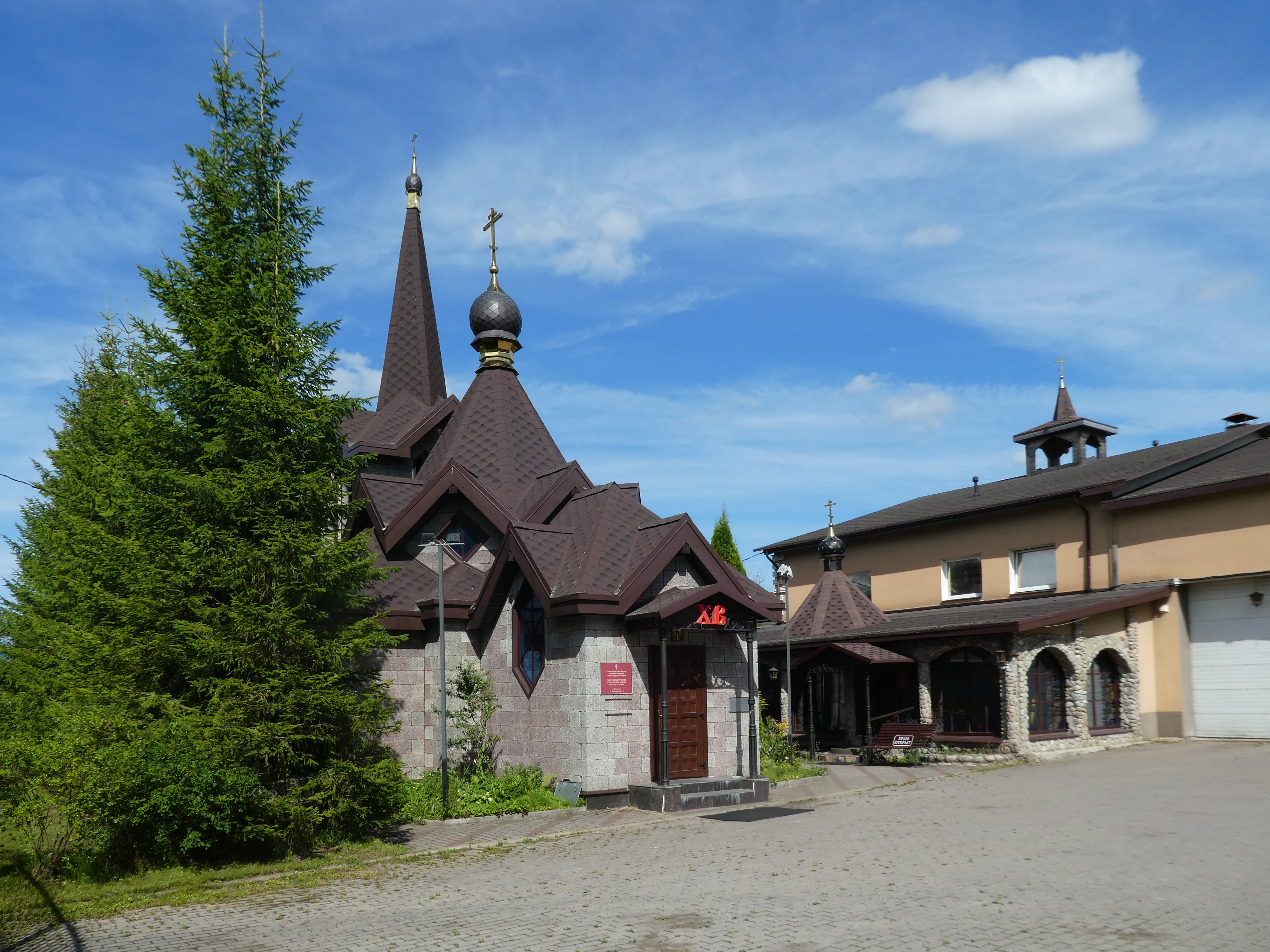
Софийская церковь

Первома́йская улица — улица в городе Ломоносове Петродворцового района Санкт-Петербурга. Начинается напротив Ораниенбаумского парка, проходит от Дворцового проспекта за Привокзальную улицу до гаражного кооператива.
Первоначально это был Глухо́й переулок. Название появилось в начале XIX века и связано с тем, что переулок завершался в глухом месте, заросшем камышами.
27 февраля 1869 года переулок переименовали в Морску́ю улицу, поскольку он идёт в направлении к Балтийскому морю.
В 1952 году улицу переименовали в Первомайскую — в честь Первомая.

## Достопримечательности
- дом 3 — православная церковь Веры, Надежды, Любови и матери их Софии, построена в 2014 году[2]
- дом 3-б / Дворцовый проспект — ресторанный комплекс

## Перекрёстки
- Дворцовый проспект
- улица Рубакина
- Привокзальная улица